# Cinema de Myanmar
O cinema de Myanmar tem uma longa história que remonta à década de 1910. A pessoa que criou o primeiro filme mudo foi Ohn Maung (o primeiro diretor e produtor da Birmânia).

## A introdução do cinema em Myanmar
O primeiro filme da Birmânia foi uma gravação do funeral de Tun Shein - um dos principais políticos da década de 1910, que fez campanha pela independência da Birmânia em Londres. A gravação foi feita em uma câmera de segunda mão por Ohn Maung e exibido no Royal Cinema, perto do Mercado Scott (atual Mercado Bogyoke), que pertencia a Sr. Achar, amigo de Ohn Maung. Apesar de dua natureza documental, o público birmanês estava muito orgulhoso do filme, que foi aberto com o aviso: "Por favor, aceite nossas desculpas pela má qualidade do filme".
Ohn Maung fundou a The Burma Film Company para produzir e dirigir mais filmes. Ele contratou Nyi Pu (o primeiro ator de Myanmar) para filmar o primeiro filme mudo da Birmânia Myitta Ne Thuya (Amor e Bebida), que foi um grande sucesso, apesar da baixa qualidade devido à posição fixa da câmera e aos acessórios inadequados do filme. O filme estreou apenas com o título, não houve menção do elenco. Foi baseado em uma história de P Moe Nin sobre como o jogo e o álcool destruíam a vida de um homem. O dia em que o filme estreou, em 13 de outubro de 1920, é comemorado anualmente como o Dia do Filme em Myanmar.
Durante as décadas de 1920 e 1930, muitas empresas de filmes de propriedade birmanesa (como A1, New Burma, British Burma, The Imperial, Bandula e Yan Gyi Aung) fizeram e produziram vários filmes. Alguns dos diretores famosos dessa época foram Nyi Pu, Sunny, Tote Kyi e Tin Pe.
A 20th Century Studios pediu cenas birmanesas de estudo da natureza e as comprou de Ohn Maung. Ele também adquiriu acessórios e câmeras de filme mais avançados da Kodak.
O primeiro filme sonoro birmanês foi produzido em 1932 em Bombaim, na Índia, com o título Ngwe Pay Lo Ma Ya (O Dinheiro Não Pode Comprá-lo) e dirigido por Tote Kyi. Os filmes que tratavam de questões sociais e temas políticos se tornaram populares na década de 1930. A Parrot Film Company produziu filmes que abordavam questões sociais como jogos de azar e corrupção policial, embora os filmes fossem censurados pelo governo colonial britânico. Houve também filmes que foram proibidos como Do Daung Lan (Nossa Bandeira do Pavão) em 1936 e Aung Thabyay (O Jamelão Triunfante) em 1937. O filme político Boycott foi dirigido pelo líder estudantil Ko Nu em 1937 e estrelou outros líderes estudantis, como Aung San e Htun Ohn. Os censores permitiram que este filme fosse exibido.
Muitos dos filmes desta época não existem mais devido à falta de preservação adequada.

## Durante a Guerra Fria
Após a Segunda Guerra Mundial, o cinema birmanês continuou a abordar temas políticos. Muitos dos filmes produzidos no início da era da Guerra Fria tinham um forte elemento de propaganda. O filme Palè Myetyay (Lágrima de Pérola), produzido após a invasão do Kuomintang na Birmânia na década de 1950, destacou a importância das forças armadas ou Tatmadaw para o país. Ludu Aung Than (O Povo Venceu) apresentou propaganda anticomunista. O roteiro foi escrito por U Nu, que foi primeiro-ministro durante a década de 1950.
O famoso cineasta e autor Thukha começou a produzir filmes durante esse período. Seu filme mais famoso é Bawa Thanthaya (O Ciclo da Vida). A Birmânia foi nomeada pela primeira vez ao Óscar em 1952. Com o começo da era socialista em 1962, houve uma censura e controle rigorosos dos roteiros de filmes.

## História recente
Na época que se seguiu aos tumultos de 1988, a indústria cinematográfica foi cada vez mais controlada pelo governo. Após o movimento de 1989 do governo para abrir a economia, a indústria cinematográfica foi privatizada. A empresa de cinema Mingala se tornou a empresa mais poderosa do setor. Estrelas de cinema envolvidas nas atividades políticas das décadas de 1980 e 1990, como Aung Lwin e Tun Wai, foram proibidas de aparecer em filmes. Os filmes de alguns diretores como Win Pe também foram banidos. O governo então emite regras estritas de censura e determina em grande parte quem produz filmes e quem recebe prêmios da academia.
Durante a década de 2000, o cinema de Myanmar passa por uma crise, mas na década de 2010, algumas mídias locais relataram o renascimento da indústria cinematográfica.